# Jacob Neefs
Jacob Neefs ((alternatieve spelling van achternaam: Neeffs en alternatieve voornaam: Jacobus))  (Antwerpen, 1610 - aldaar, na 1660) was een Vlaams etser en graveur. Hij werkte tevens als plaatsnijder en uitgever.

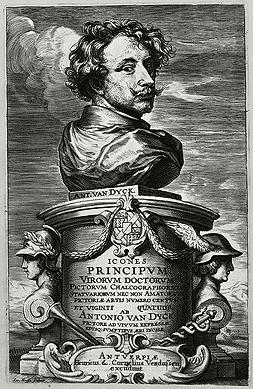
Zelfportret van Antoon van Dyck. Titelpagina van de Iconografie, c. 1629/1630, herwerkt c. 1645. Ets en gravure van het hoofd door Anthony van Dyck en de rest door Jacob Neefs.

De biografische gegevens die gekend zijn met betrekking tot Jacob Neefs zijn erg schaars.  Jacob Neefs was leerling van Lucas Vorsterman. In 1632-3 werd hij meester in het Antwerpse Sint-Lucasgilde.  Hij trouwde op 5 februari 1655 met Anne Antonissen.

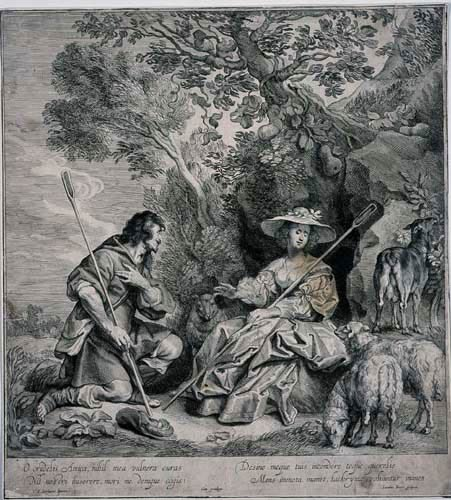
Een herderin wijst de liefde van een herder af, gravure van Jacob Neefs naar een tekening van Jacob Jordaens

Hij werkte voor de studio van Rubens waar hij behoorde tot de ‘nieuwe generatie' van graveurs samen met onder anderen Hans Witdoeck. Hij werkte aan de Iconografie van Anthony van Dyck en voltooide een aantal van de portretten voor de latere edities van de Iconografie door het toevoegen van een sculpturale buste en voetstuk. Het is onbekend of dit overeenstemde met van Dyck's intenties.  Hij maakte ook gravures voor andere prominente schilders zoals Jacob Jordaens, Abraham van Diepenbeeck and Gerard Seghers.
Hij voerde zijn werken voornamelijk uit met de burijn.  Hij won ook een reputatie voor zijn tekeningen die getuigen van een vaste hand.
Hij was de leermeester van Jacques vande Velde (1644-45) en Emanuel van Winghen.